# Opération pendule
Opération pendule (titre original : Project Pendulum) est un roman de science-fiction de Robert Silverberg qui a été publié pour la première fois en 1987 puis traduit en français et publié en 1991 par les éditions J'ai lu. 

## Résumé
Une expérience de voyage dans le temps est tentée scientifiquement. Deux frères jumeaux sont propulsés dans un mouvement pendulaire entre le passé et le futur.

## Éditions
- Robert Silverberg, Opération Pendule, J'ai lu,  (ISBN 2-277-23059-6), 186 p, 1991
- Robert Silverberg, Opération Pendule, J'ai lu,  (ISBN 2-277-23059-6), 186 p, 1999